# یواس‌اس پربل (دی‌دی-۳۴۵)
یواس‌اس پربل (دی‌دی-۳۴۵) (به انگلیسی: USS Preble (DD-345)) یک کشتی بود که طول آن ۹۵٫۸۱ متر (۳۱۴٫۳ فوت) بود. این کشتی در سال ۱۹۲۰ ساخته شد.